# Masao Kawasaki
Masao Kawasaki (Tòquio, 1 de gener, 1951) és un violinista i violista japonès. El seu fill, Yosuke Kawasaki, també és violinista i membre de l'"Orquestra de Cambra Mito".

## Biografia
Va començar a tocar el violí als 5 anys i va estudiar amb Ryosaku Kubota i Hideo Saito. El 1964, quan estava en el seu segon any de secundària, va guanyar el primer premi en la divisió de secundària júnior del 2è Concurs Nacional de Música d'Estudiants del Japó. Als 18 anys, va entrar al departament de música de la "Toho Girls' High School" i, es va graduar a la mateixa escola secundària i va entrar a la Facultat de Música de la Universitat Toho Gakuen. El 1966, va estudiar a la Juilliard School amb una beca amb Dorothy Delay.

## Actuacions
El 1973, va debutar com a solista amb l'Orquestra Simfònica de Cincinnati al Carnegie Hall. Ha fet aparicions com a convidat amb el "Tokyo Quartet" i l'"Emerson String Quartet", és el director musical de la "Westchester Chamber Music Series" i és membre de la "New Jersey Chamber Music Society", els "Tokyo Soloists" i la "Mito Chamber Orchestra". Ha participat en el Festival Internacional de Música de Miyazaki des dels seus inicis.

## Ensenyament
El 1980, es va convertir en professor de corda al "Brooklyn College Conservatory", el 1981 es va convertir en assistent de Dorothy Delay a la Juilliard School, el 1983 es va convertir en professor de viola al "Cincinnati College of Music" i el 1987 es va convertir en professor de viola a la Juilliard School. Entre els seus estudiants hi ha violinistes com Daniel Froschauer, Anne Akiko Myers, Joshua Bell, Kyoko Takezawa, Asako Urushihara, Joji Hattori, Yoshinori Kawakubo, Akiko Tarumoto, Mayuko Kamio i Shunsuke Sato.